# Bothrops osbornei
Bothriopsis punctata là một loài rắn trong họ Rắn lục. Loài này được Freire-Lascano mô tả khoa học đầu tiên năm 1991.